# اوشیانا ۲۲۴
سیارک ۲۲۴ (به انگلیسی: 224 Oceana) دویست و بیست و چهارمین سیارک کشف شده‌است که در ۳۰ مارس ۱۸۸۲ و در وین کشف شد.
قدر مطلق سیارک برابر ۸٫۵۹ است.